# Bauhinia tarapotensis
Bauhinia tarapotensis är en ärtväxtart som beskrevs av George Bentham. Bauhinia tarapotensis ingår i släktet Bauhinia och familjen ärtväxter. Inga underarter finns listade i Catalogue of Life.